# Adel Khabthani
Adel Khabthani (arabe : عادل الخبثاني) est un haut fonctionnaire et gouverneur tunisien.

## Biographie
Après avoir occupé les postes de délégué de Mareth et de secrétaire général du gouvernorat de Kasserine, il devient membre du cabinet du ministre de l'Intérieur Mohamed Najem Gharsalli, chargé des relations avec les partis et la société civile.
Du 22 août 2015 au 29 octobre 2017, il est gouverneur de Monastir avant d'être muté comme gouverneur de Sfax et cela jusqu'en août 2019.
En 2022, il préside un espace de réflexion baptisé Forum national pour la république.